# ポスティ・グループ

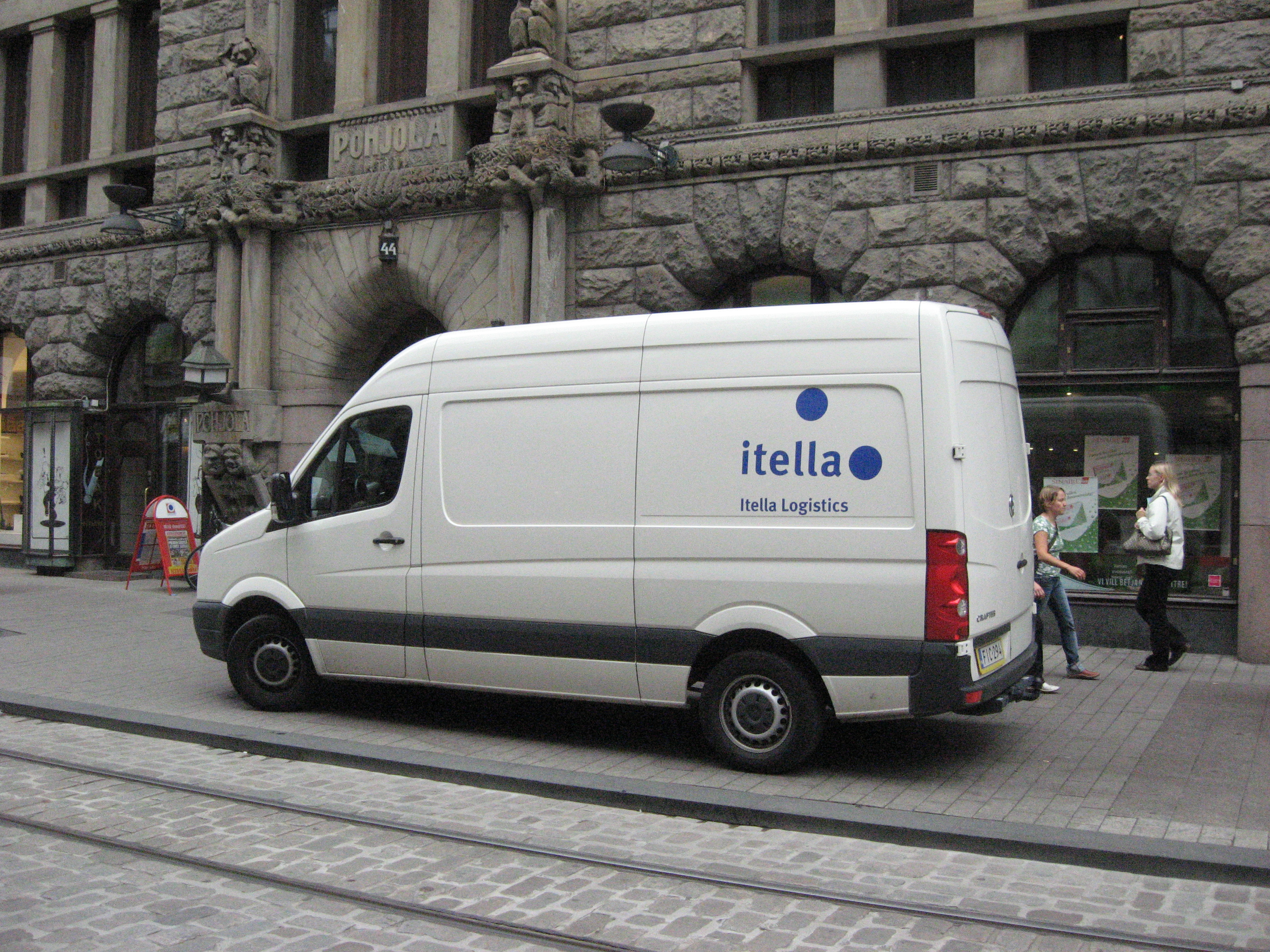
イテラの配送車

ポスティ・グループ （Posti Group、Postiとはフィンランド語で郵便の意）は、フィンランドの郵便企業である。フィンランド政府が所有している。以前はフィンランド・ポスト（Suomen Posti）、イテラ（itella）の名で知られていた。平日において手紙・小包のサービス業務をフィンランド国内全自治体で行っている。郵便事業の他、物流、通信の3部門からなる。物流部門は、フィンランドの他スウェーデン、デンマーク、ノルウェー、ラトビア、リトアニア、エストニア、ロシアにおいて30以上の事務所をかまえている。